# Labidostomis ghilianii
Labidostomis ghilianii es una especie de insecto coleóptero de la familia Chrysomelidae.
Fue descrita científicamente en 1848 por Lacordaire.